# Народна вулиця (Київ)
Наро́дна ву́лиця — вулиця у Солом'янському районі міста Києва, місцевість Олександрівська слобідка. Пролягає від Солом'янської до Донської вулиці (в довідковій літературі заключний відрізок від проспекту Валерія Лобановського до Донської вулиці відносять до заключної частини Донської вулиці). 
Прилучаються Народний провулок, вулиці Семенівська, Василівська, Гайсинська, Клінічна, Гучний провулок, вулиці Університетська, проїзд до вулиці Миколи Лукаша, Оборонний провулок, вулиці Архітекторська та Оборонна, Устинівський провулок, вулиця Ольги Кобилянської та проспект Валерія Лобановського.

## Історія
Вулиця виникла в 1-й чверті XX століття під сучасною назвою.

## Пам'ятники
На розі Клінічної та Народної вулиць встановлено пам'ятний знак захисникам Вітчизни.

Пам'ятний знак «Захисникам Вітчизни», ріг Клінічної та Народної вулиць.